# Doctrina dels dos regnes
La doctrina dels dos regnes és una doctrina cristiana protestant que ensenya que Déu és el governant del món sencer i que governa de dues maneres. A aquest doctrina li donen suport els luterans i alguns calvinistes. John Calvin va modificar significativament la doctrina original de Martí Luther sobre els dos regnes i certs neocalvinistes han adoptat una visió diferent coneguda com transformacionalisme.

## En el pensament de Martí Luther
Luter es va enfrontar a afirmacions aparentment contradictòries a la Bíblia. Alguns passatges exhorten els cristians a obeir els governants que els manen i a pagar el mal amb retribució, però d'altres, com el Sermó de la Muntanya, demanen l'oposició davant l'opressió.
La seva solució era la doctrina dels dos regnes (també anomenats dels dos poders diferents o dues maneres diferents de regnar). Postula que Déu governa tot el que passa a tot arreu mitjançant l'ús de dos regnes. Un regne que anomena de diferents maneres, com el regne de la llei, de l'home o del vell Adam; i un altre l'anomena regne de la Gràcia. Al primer regne, l'home, utilitzant la raó i el lliure albir, pot conèixer i complir completament tota justícia correctament. No és necessària cap Bíblia ni esperit sant. El model de la ciutat de Déu d'Agustí va ser el fonament de la doctrina de Luter, però va més lluny.
Segons aquesta doctrina, el regne espiritual, format per veritables cristians, no necessita l'espasa. Els passatges bíblics que tracten de justícia i retribució, per tant, només fan referència al primer regne. Luter també utilitza aquesta idea per descriure la relació de l'església amb l'estat. Afirma que el regne temporal no té autoritat en qüestions relatives al regne espiritual. Va assenyalar la forma en què l'Església Catòlica Romana s'havia implicat en assumptes laics i la participació dels prínceps en qüestions religioses, especialment la prohibició d'imprimir el Nou Testament.
| «              | Per tant, Déu ha ordenat dos règims: l'espiritual que, mitjançant l'Esperit Sant, produeix cristians i piadosos sota Crist, i el secular que reté la gent no cristiana i malvada, de manera que estan obligats a mantenir la pau exterior | » |
| — Martí Luther | |   |